# Thaumastochilus martini
Thaumastochilus martini là một loài nhện trong họ Zodariidae.
Loài này thuộc chi Thaumastochilus. Thaumastochilus martini được Eugène Simon miêu tả năm 1897.